# Flugplatz Altena-Hegenscheid

i7
i11
i13

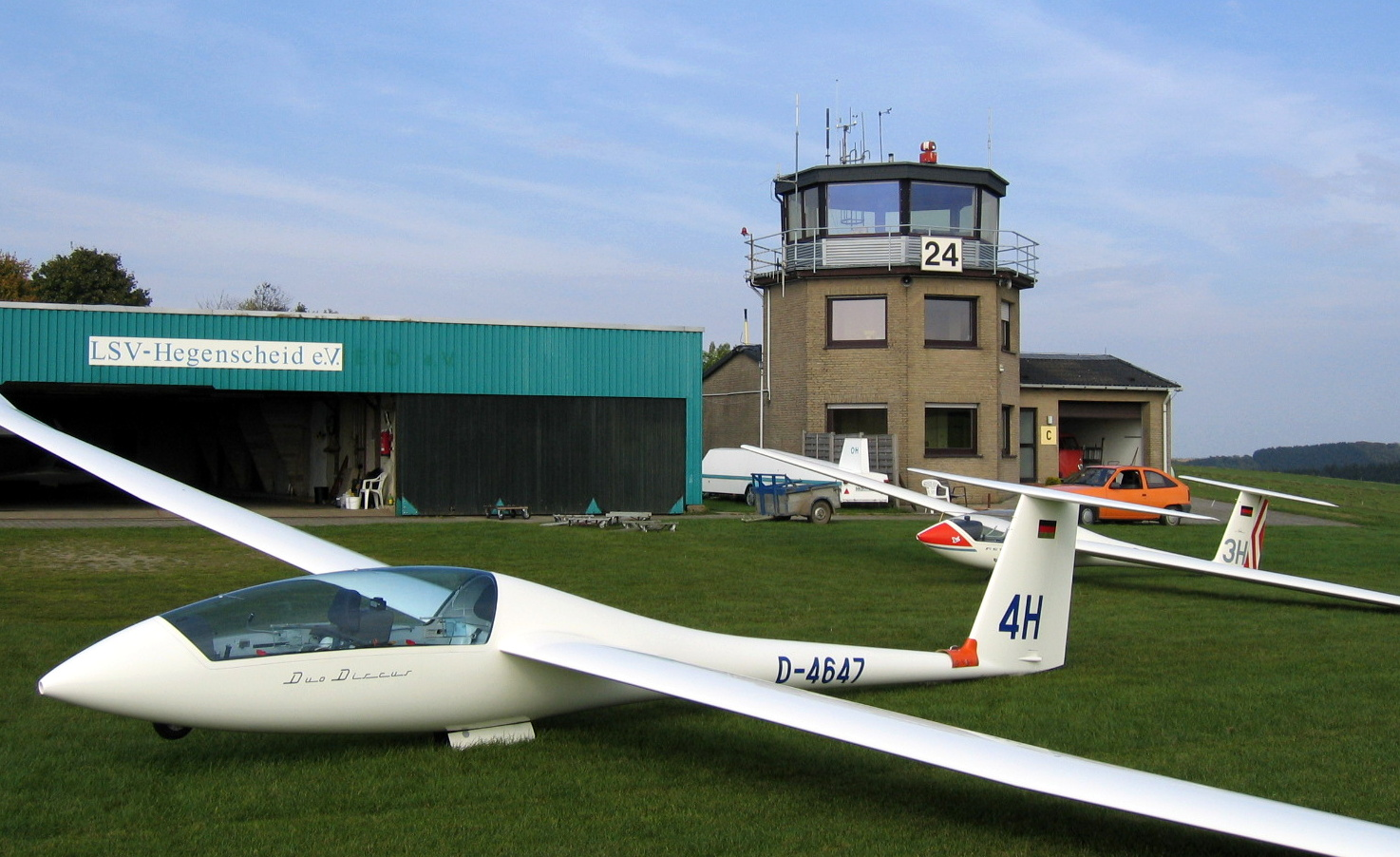
Turm des Flugplatzes

Der Flugplatz Altena-Hegenscheid (ICAO-Code: EDKD) ist ein Verkehrslandeplatz im nordrhein-westfälischen Iserlohn.
Als Segelflugplatz mit einer Landebahn gibt es ihn seit 1953. Motorflugzeuge dürfen dort erst seit 1956 fliegen. Der Flugplatz liegt ca. 8 km südlich der Innenstadt Iserlohns.

## Fluggesellschaften und Ziele
Das Gelände dient dem Luftsport und wird von der Flugplatz Hegenscheid GmbH betrieben. Der Flugplatz liegt auf einer Höhe von 473 m.
Flugzeuge bis 2000 kg können auf der Grasbahn starten und landen.